# Erastroides molybdopasta
Erastroides molybdopasta là một loài bướm đêm trong họ Noctuidae.